# 索尔宰勒波捷
索尔宰勒波捷（法語：Saulzais-le-Potier，法語發音：[solzɛ lə pɔtje]）是法国谢尔省的一个市镇，位于该省南部，属于圣阿芒蒙龙区。

## 地理
索尔宰勒波捷（46°35'56"N, 2°29'45"E）面积32.38 平方千米，位于法国中央-卢瓦尔河谷大区谢尔省，该省份为法国中部省份，北起卢瓦雷省，西接卢瓦-谢尔省和安德尔省，南至克勒兹省，东南接阿列省，东临涅夫勒省。
与索尔宰勒波捷接壤的市镇（或旧市镇、城区）包括：拉瑟莱特、埃皮讷伊-勒弗勒里耶勒、法韦尔迪讷、阿尔农河畔卢瓦、韦丹。

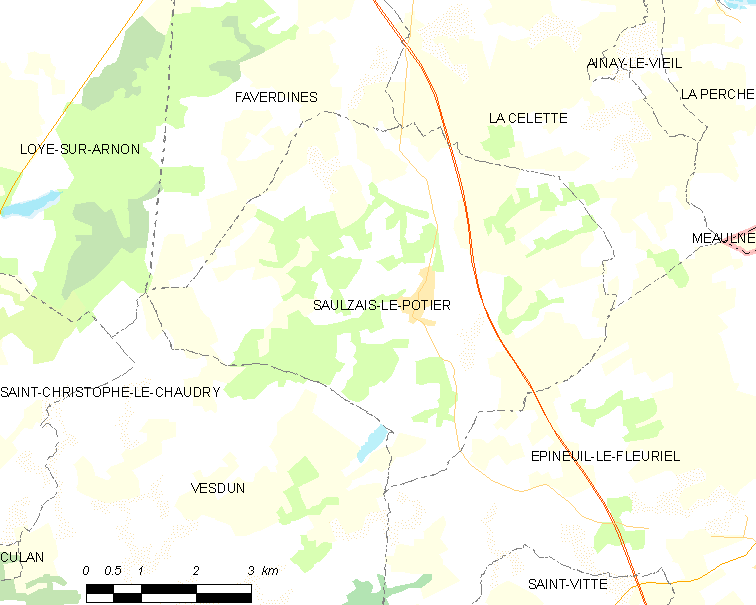
索尔宰勒波捷的OSM定位图

索尔宰勒波捷的时区为UTC+01:00、UTC+02:00（夏令时）。

## 行政
索尔宰勒波捷的邮政编码为18360，INSEE市镇编码为18245。

## 政治
索尔宰勒波捷所属的省级选区为沙托梅扬县。

## 人口

1962-2008年间索尔宰勒波捷人口变化图示

索尔宰勒波捷于2022年1月1日时的人口数量为476人。